# Éric Bonneval
Pour les articles homonymes, voir Bonneval.
Pas d'image ? Cliquez ici

a Compétitions nationales et continentales officielles uniquement.

b Matchs officiels uniquement.
Dernière mise à jour le 14 janvier 2011.
Éric Bonneval (né le 19 novembre 1963 à Toulouse) est un joueur français de rugby à XV, trois-quarts centre (ou ailier gauche) du Stade toulousain, de 1,80 m pour 83 kg,. Il est aujourd'hui consultant sportif sur la chaîne BeIn Sports et intervient dans l'émission Rugby Pack.

## Biographie
Éric Bonneval est le fils d'un ancien pilier du TOEC, et débuta également dans ce même club toulousain où il eut comme entraîneurs Philippe Barrère (ancien trois-quarts centre du Stade toulousain et vice-champion de France de première division en 1980 contre l'A.S. Béziers) et Robert Garbajosa (ancien seconde ligne de Blagnac, Graulhet, Saint-Girons, Agen, Castres et Cahors entre autres ; et père de l'ancien trois-quarts international de Toulouse Xavier Garbajosa).

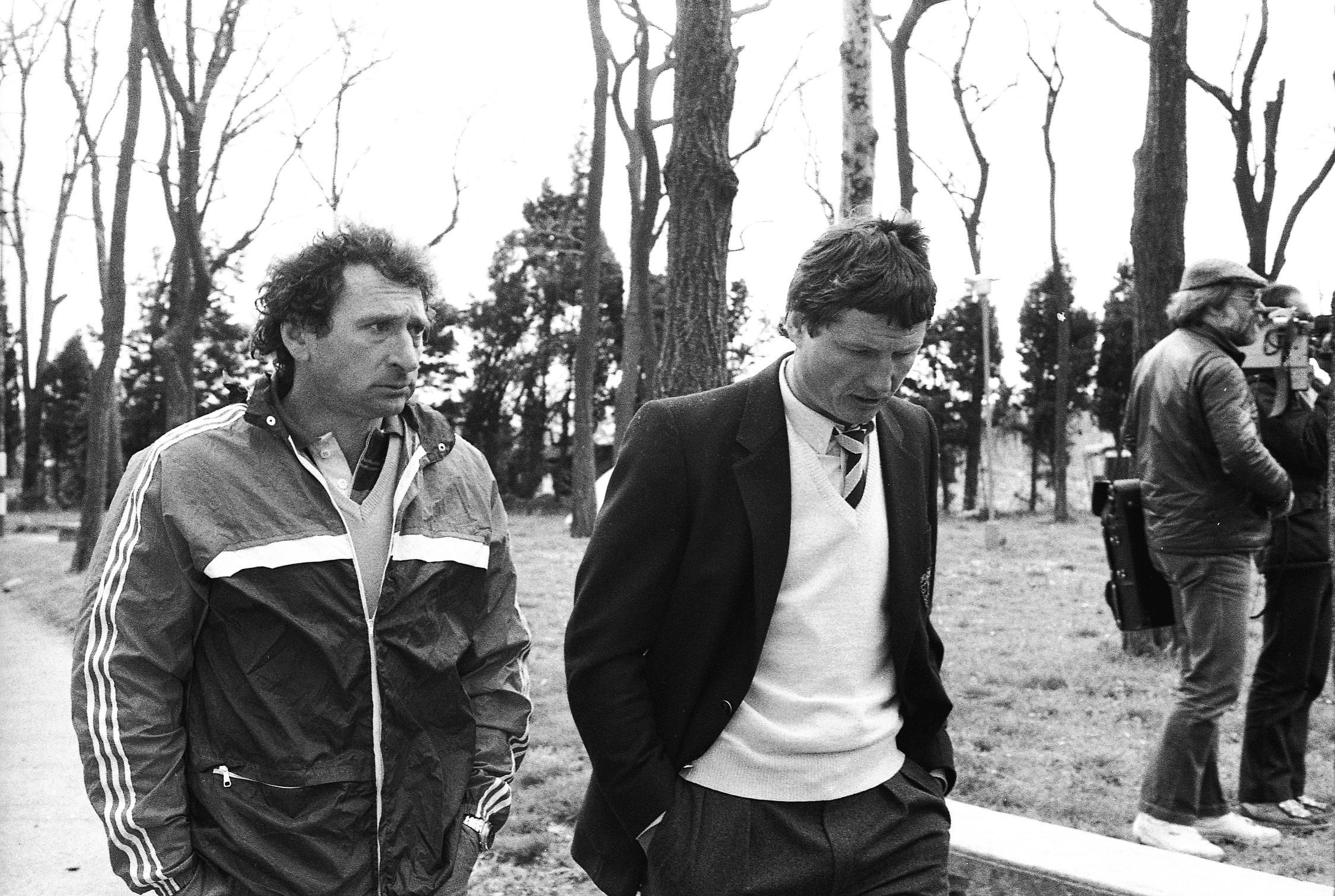
Pierre Villepreux et Jean-Claude Skrela, entraîneurs d'Éric Bonneval de 1983 à 1989.

En 1982, il arrive au Stade toulousain. Le 25 mai 1985, au Parc des Princes, il dispute sa première finale du championnat de France face à Toulon. Il n'a pas encore vingt-deux ans et la pression est énorme : le Stade toulousain n'a pas été sacré depuis 1947. À la 50e, il récupère un dégagement manqué de l'arrière toulonnais Gilles Fargues et inscrit l'essai. Trois minutes plus tard, c'est une chandelle de son partenaire Philippe Rougé-Thomas qu'il attrape, pour lancer Denis Charvet à l'essai. Pendant la prolongation, Bonneval aplatira à nouveau après un relai de Serge Gabernet pour lancer les hostilités. Toulouse remporte finalement le Bouclier de Brennus.
Lors de la finale du championnat de France 1986, il inscrit le seul de la finale contre Agen à la dernière minute de la rencontre. Toulouse gagne pour la deuxième année consécutive le Brennus.
Lors du Tournoi 1987, où la France réussit le Grand Chelem, il réussit cinq essais, un contre le pays de Galles et l'Angleterre et trois contre l'Écosse. Il égalise alors le record français du nombre d'essais marqué par un Français lors d'une édition du tournoi, alors détenu par Patrick Estève depuis 1983. Émile Ntamack réalise la même performance en 1999, puis Philippe Bernat-Salles fait de même en 2001.
1987 marque à la fois sa meilleure et sa pire saison. Il marque onze essais en championnat et, surtout, son association au centre avec Denis Charvet (une idée de Pierre Villepreux et Jean-Claude Skrela) est arrivée à pleine maturité. Mais dès le premier match de la première édition de la Coupe du monde, le 2 juin à Auckland contre le Zimbabwe, il est touché au genou. Sa coupe du monde 1987 aura duré 20 minutes. Il est tout de même sacré vice-champion du monde. Il ne jouera plus qu'une fois en équipe de France, en janvier 1988 contre l'Angleterre, portant son bilan définitif à 18 sélections, et traînera des blessures à répétition qui l'empêcheront de retrouver véritablement toutes ses capacités.
Il est de nouveau sacré champion de France avec le Stade toulousain en 1989 même s'il n'est pas entré en jeu lors de la finale. En 1991, il dispute sa dernière finale en rentrant, à la 59e minute, en remplacement de Pierre Bondouy, mais pour une défaite 14-19 face à Bègles-Bordeaux.
Le 22 octobre 1989, il est sélectionné avec les Barbarians français pour jouer contre les Fidji à Bordeaux. Les Baa-Baas s'inclinent 16 à 31.
Le 19 juin 1993, il est invité pour jouer avec les Barbarians français contre le XV du Président pour le Centenaire du rugby à Grenoble. Les Baa-Baas s'imposent 92 à 34.
Il forma un trio d'attaque détonant avec Denis Charvet et Didier Codorniou au Stade. S'il jouait au centre de l'attaque pour son club, c'est en fait à l'aile qu'il exprima ses talents pour le XV de France.
Après une bonne saison 1990-1991, il quitte Toulouse pour retrouver son ami Denis Charvet au Racing club de France, de 1992 à 1993, puis à l'US Colomiers, de 1993 à 1996 avant de revenir finir sa carrière où il l'avait commencée, au Stade toulousain. Il prend sa retraite sportive à 33 ans.
En 1993, il dispute la première édition de la Coupe du monde de rugby à sept.
Il a été consultant sportif sur Sport+, Canal+Sport et Rugby+ de 2000 à 2013, et depuis 2013, consultant rugby à XV sur la chaîne beIN Sports, intervenant notamment dans l'émission Rugby Pack.
Il est également employé par la GMF depuis une vingtaine d'années. Il a deux fils, Hugo, né en 1990, arrière international au Stade français puis au Rugby club toulonnais et Arthur, né en 1995, ailier au Stade toulousain.

## Carrière

### Clubs successifs
- TOEC
- 1982-92 : Stade toulousain
- 1992-93 : Racing club de France
- 1993-96 : Union Sportive de Colomiers
- 1996-97 : Stade toulousain

## Statistiques

### Tournoi des Cinq Nations
| Édition           | Rang | Résultats France | Résultats Bonneval | Matchs Bonneval |
| ----------------- | ---- | ---------------- | ------------------ | --------------- |
| Cinq Nations 1985 | 2    | 2 v, 2 n, 0 d    | 1 v, 0 n, 0 d      | 1/4             |
| Cinq Nations 1986 | 1    | 3 v, 0 n, 1 d    | 2 v, 0 n, 0 d      | 2/4             |
| Cinq Nations 1987 | 1    | 4 v, 0 n, 0 d    | 4 v, 0 n, 0 d      | 4/4             |
| Cinq Nations 1988 | 1    | 3 v, 0 n, 1 d    | 1 v, 0 n, 0 d      | 1/4             |

Légende : v = victoire ; n = match nul ; d = défaite ; la ligne est en gras quand il y a Grand Chelem.

### Coupe du monde
| Édition                            | Rang      | Résultats France | Résultats Bonneval | Matchs Bonneval |
| ---------------------------------- | --------- | ---------------- | ------------------ | --------------- |
| Nouvelle-Zélande et Australie 1987 | Finaliste | 4 v, 1 n, 1 d    | 1 v, 0 n, 0 d      | 1/6             |

Légende : v = victoire ; n = match nul ; d = défaite.

## Palmarès
En sélection
- 18 sélections en équipe de France A, de 1984 à 1988. (Il fut remplaçant -sans jouer- lors du tournoi en 1991).
- Vice-champion du monde en 1987
- Grand Chelem en 1987
- Tournois des Cinq Nations 1986 et 1988 (1er ex æquo)
- Tournées : en Argentine en 1985 et 1986, en Australie en 1986, et Nouvelle-Zélande en 1986
- Meilleur marqueur du Tournoi des 5 Nations en 1987 (5 essais)

En club (avec le Stade toulousain)
- Championnat de France de première division :
  - Champion (2) : 1985 et 1986
- Coupe de France :
  - Vainqueur (1) : 1984
  - Finaliste (1) : 1985
- Challenge Yves du Manoir :
  - Finaliste (1) : 1984